# Championnat de France de hockey sur glace 1940-1941
Saison précédente Saison suivante
La saison 1940-1941 est la 24e saison du championnat de France de hockey sur glace qui porte le nom de 1re série.

## Équipes participantes
- Briançon
- HC Chamonix-Mont-Blanc
- Français Volants
- Gap
- Paris université club
- Racing Club de France
- Villard-de-Lans

## Résultats

### Demi-finales
- Briançon - HC Chamonix-Mont-Blanc : 2-0
- Paris université club - adversaire inconnu

### Finale
La finale doit opposer le Paris université club à Briançon mais elle n'est pas disputée en raison de la Seconde Guerre mondiale.